# Kommunaler Schadenausgleich
Ein Kommunaler Schadenausgleich ist ein nicht rechtsfähiger Zusammenschluss von Gemeinden und Gemeindeverbänden in einer Selbsthilfeorganisation. Sein Zweck ist der Ausgleich von Schäden seiner Mitglieder aufgrund der gesetzlichen Haftpflicht, aus der Haltung von Kraftfahrzeugen und aus kommunaler Unfallfürsorge. Beim kommunalen Schadensausgleich handelt es sich um ein System der Selbstversicherung, weil versicherbare Risiken nicht von gewerblichen Versicherungsunternehmen versichert werden. Die Selbsthilfeorganisationen arbeiten ohne Gewinnerzielungsabsicht und finanzieren sich durch Umlagen; sie sind von der Versicherungsaufsicht freigestellt (§ 3 Abs. 1 Nr. 4 des Versicherungsaufsichtsgesetzes). Die Selbsthilfeorganisationen sind überwiegend in der Bundesarbeitsgemeinschaft Deutscher Kommunalversicherer (BADK) organisiert.

## Aktuelle Organisationen
- Kommunaler Schadenausgleich westdeutscher Städte (ksa) in Bochum (gegr. 1910)
- Haftpflichtschadenausgleich der Deutschen Großstädte (HADG) (gegr. 1924)
- Kommunaler Schadenausgleich Schleswig-Holstein in Kiel
- Kommunaler Schadenausgleich Hannover
- Haftpflichtverband öffentlicher Verkehrsbetriebe (HÖV)
- Haftpflichtgemeinschaft Deutscher Nahverkehrs- und Versorgungsunternehmen (HDN) in Bochum (gegr. 1903)

- Kommunaler Schadenausgleich der Länder Brandenburg, Mecklenburg-Vorpommern, Sachsen, Sachsen-Anhalt und Thüringen. Die Organisation wurde am 11. Oktober 1990 in Berlin durch Vertreter von 57 Gebietskörperschaften (Gemeinden und Landkreise) gegründet. Am 31. Dezember 2007 hatte die Organisation über 6.000 Mitglieder (855 in Brandenburg, 1.177 in Mecklenburg-Vorpommern, 1.193 in Sachsen, 1.489 in Sachsen-Anhalt, 1.466 in Thüringen und 19 sonstige). Mitglieder können  werden: Gemeinden, Landkreise, Ämter (BB, MV), Verwaltungsgemeinschaften (SN, ST, TH), Verwaltungsverbände (SN) und solche Unternehmen, die zur Erfüllung öffentlicher Aufgaben betrieben werden und an denen Gemeinden oder Landkreise mit mindestens 50 % beteiligt sind.